# Rosamond Pinchot
Rosamond Pinchot (født 26. oktober 1904, død 24. januar 1938) var en amerikansk  scene- og filmskuespiller.

## Tidlige liv og karriere
Pinchot blev født i New York som datter af Amos Pinchot, en velhavende advokat og en central figur i Progressive Party og mor der var niece til Pennsylvanias guvernør Gifford Pinchot. Mary Pinchot Meyer var hendes halvsøster, og hendes kusine var modellen Edie Sedgwick.
Rosamond Pinchot blev i en alder af nitten opdaget af Max Reinhardt, mens hun var på en sørejse med sin mor. Reinhardt castede hende som en nonne, der løber væk fra sit kloster, i en broadwayproduktion af Karl Vollmollers Miraklet. Pinchots udseende i stykket vakte sensation og førte til, at hun blev gjort til genstand for en anselig del opmærksomhed fra pressen. Efterfølgende optrådte hun i produktioner af William Shakespeares En skærsommernatsdrøm og Franz Werfels Den evige vej. I 1935 medvirkede hun i en spillefilmsindspilning af Alexandre Dumas De tre musketerer, hvor hun spillede dronning Anne. Dette skulle blive hendes eneste spillefilm.

## Liv og død
Pinchot giftede sig med William "Big Bill" Gaston (der tidligere var gift med Kay Francis), barnebarn af William Gaston, den 26. januar 1928. Parret fik to børn.
Den 24. januar 1938 begik Rosamond Pinchot selvmord ved kulilteforgiftning i garagen i familiens hjem i Old Brookville, New York.